# Koodi
Koodi är debutalbumet av den finländska sångaren Robin. Det gavs ut den 22 februari 2012 och innehåller 10 låtar.

## Låtlista
| Nr  | Titel                | Längd |
| --- | -------------------- | ----- |
| 1.  | Frontside Ollie      | 3:01  |
| 2.  | Räjäytät Mun Pään    | 3:29  |
| 3.  | Hiljainen Tyttö      | 3:49  |
| 4.  | Faija Skitsoo        | 3:25  |
| 5.  | Otan Aurinkoo        | 4:04  |
| 6.  | Ei Tarvii Esittää    | 3:17  |
| 7.  | Huutaa               | 4:23  |
| 8.  | Huominen Saa Odottaa | 3:08  |
| 9.  | Saappaat             | 3:49  |
| 10. | Ihan Helmi           | 3:20  |